# 国立基隆女子高級中学

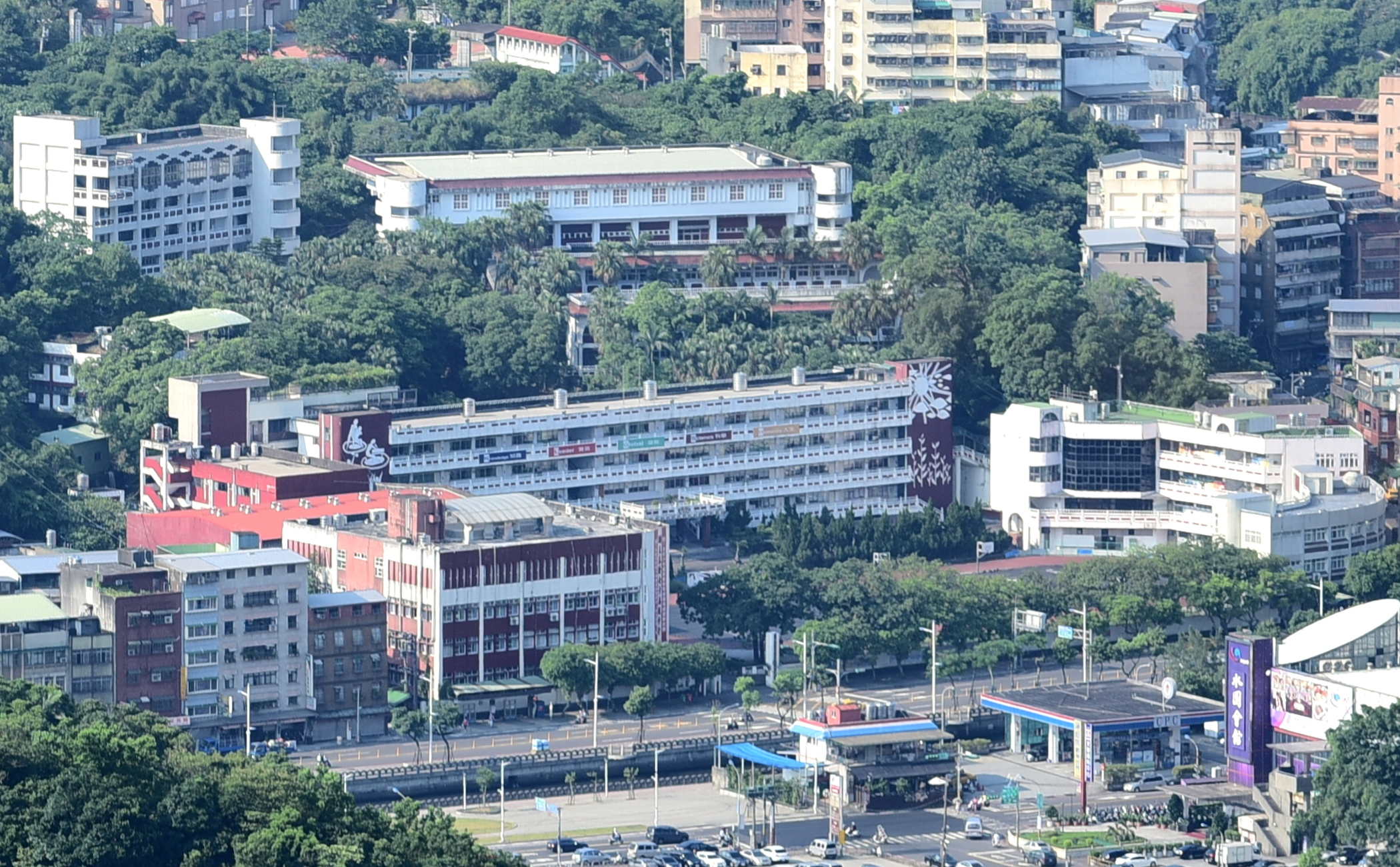
校舎

国立基隆女子高級中学（こくりつきりゅうじょしこうきゅうちゅうがく）は、基隆市信義区にある高級中等学校。略称は基隆女中、基女。日本統治時代の台北州立基隆高等女学校を前身とする。

## 歴史
- 1924年4月24日 台北州立基隆高等女学校として創立。
- 1946年1月 改制のため、台湾省立基隆女子中学に改称。
- 1955年 暖暖分部が設立。
- 1968年 初中部の募集を停止し、高級家事職業補習学校が附設。
- 1970年 暖暖分部と初中部が廃止、台湾省立基隆女子高級中学に改称。
- 2000年2月，台湾省政府功能業務・組織調整政策により、国立基隆女子高級中学に改称。